# أرادو إس سي الثانية
أرادو إس سي الثانية (بالإنجليزية: Arado SC II)‏ هي طائرة تدريب، بمقعدين أنتجت في ألمانيا. من صناعة أرادو للطائرات. كان أول طيران لها في 1928. صنع منها 10 طائرة.